# 1715 год в науке
В 1715 году в науке и технике произошло несколько значимых событий.

## Астрономия
- 3 мая — произошло полное солнечное затмение в южной Англии, Швеции и Финляндии (предыдущее полное затмение, видимое в Лондоне, было почти 900 лет назад[уточнить]).
- Эдмонд Галлей предположил, что туманности являются облаками межзвёздного газа.
- Дэвид Грегори напечатал в Лондоне работу «The elements of astronomy, physical and geometrical… Done into English», первое зарегистрированное использование слова «физика» в его современном научном смысле в английском языке[1].

## Открытия
- Антуан Ломе де Ламот де Кадильяк, будучи администратором Французской Луизианы, открыл в округе Мэдисон свинцовую шахту Ла Мотт.
- В небольшой деревне Котсуолд (Челтнем, Англия) обнаружены пружины «чудо» (англ. "miracle" springs).

## Геология
- Эдмунд Галлей предложил использовать данные о солёности и испарении солёных озёр, чтобы определить возраст Земли[2].

## Математика
- Брук Тейлор начал публикацию большого трактата «Methodus incrementorum directa et inversa», в котором, кроме вывода своей теоремы, также описал теорию колебания струн, придя к тем же самым результатам, к которым впоследствии пришли Даламбер и Лагранж.
- Тейлор опубликовал эссе о линейной перспективе «New principle of linear perspective», в котором обсудил принципы перспективы и точки схода.

## Медицина
- Французский анатом Раймон Вьессан опубликовал в Тулузе работу «Traité nouveau de la structure et des causes du mouvement naturel du coeur», в которой дал первое описание болезни клапанов сердца.

## Технологии
- Дата приблизительна — часовщик Джордж Грэм изобрёл новый спусковой механизм часов и провёл ряд экспериментов с компенсацией маятников[3].

## Родились
- 3 апреля — Уильям Уотсон, английский врач, ботаник и физик (умер в 1787 г.)
- 22 сентября — Жан-Этьен Геттар, французский минералог, натуралист и врач (умер в 1786)
- 8 октября — Мишель Бенуа[англ.], французский миссионер-иезуит и учёный (умер в 1774)
- 13 ноября — Доротея Кристиана Эркслебен, первая женщина-врач в Германии (умерла в 1762)
- 23 ноября — Пьер Шарль Лемонье, французский астроном и физик (умер в 1799)

## Скончались
- 29 января — Бернар Лами[англ.], французский математик, философ и физик (род. в 1640)
- 17 февраля — Антуан Галлан, французский востоковед, антиквар, переводчик, автор первого в Европе перевода «Тысячи и одной ночи» (род. в 1646)
- Март — Уильям Дампир, английский мореплаватель и пират, исследователь, автор нескольких книг о ветрах и течениях (род. в 1651)
- Май — Томас Севери, английский механик, изобретатель парового насоса (род. в 1650.)
- 21 мая — Пьер Маньоль, французский ботаник, один из основоположников ботанической систематики (род. в 1638)
- 19 июня — Никола Лемери, французский химик, аптекарь и врач (род. в 1645)
- 16 августа — Раймон Вьессан, французский врач и анатом (род. в 1635)[4]
- 24 сентября — Вильгельм (Гийом) Хомберг, голландский химик, медик и естествоиспытатель, работал во Франции (род. в 1652)
- 15 октября — Хамфри Диттон[англ.], английский математик (род. в 1675)
- 1 ноября — Сибукава Сюнкай[англ.], японский учёный, первый официальный астроном периода Эдо (род. в 1637)